# Ceviche

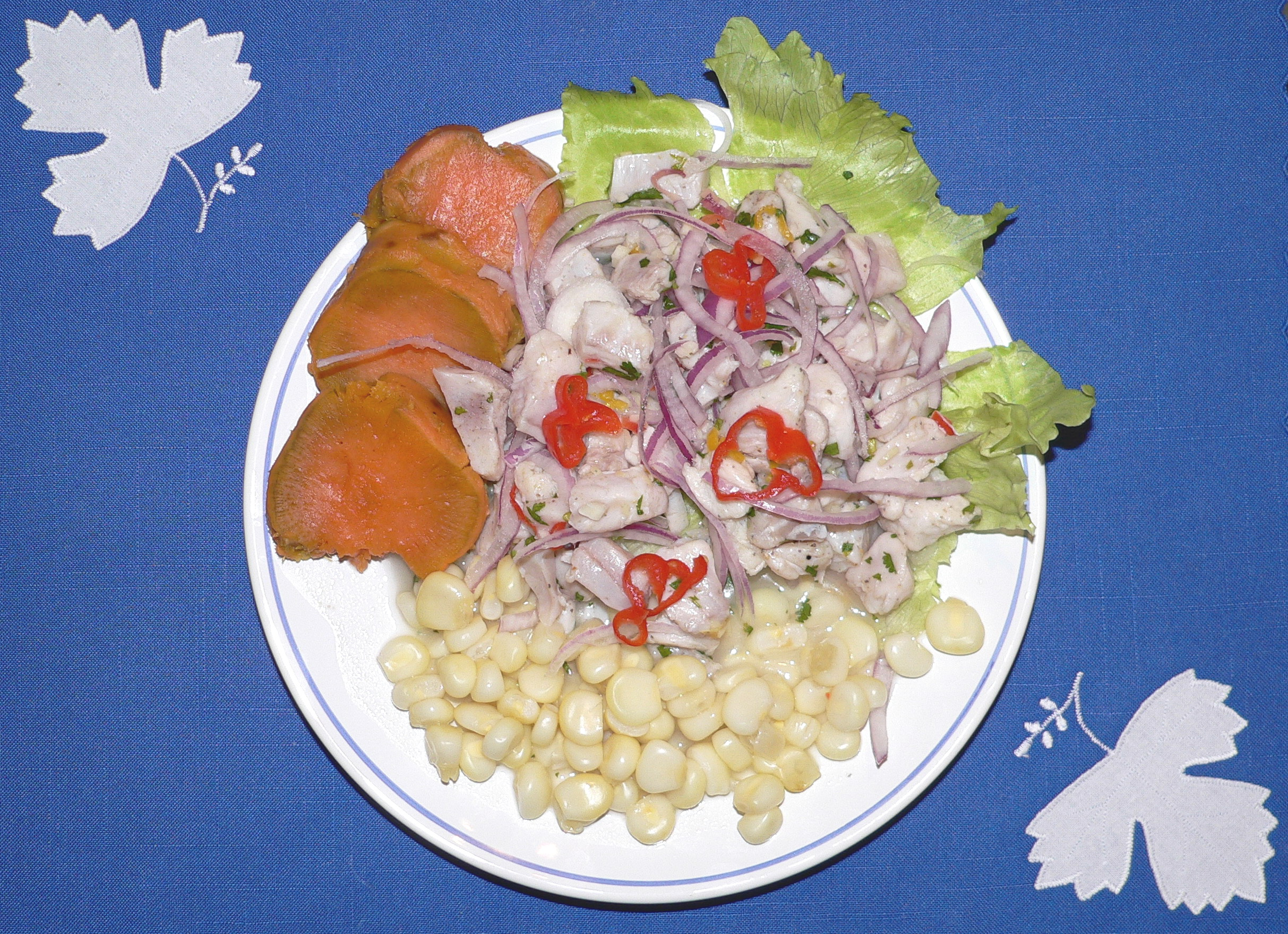
Peruanisches Ceviche mit Zwiebeln, Mais, Süßkartoffeln und Rocotostreifen

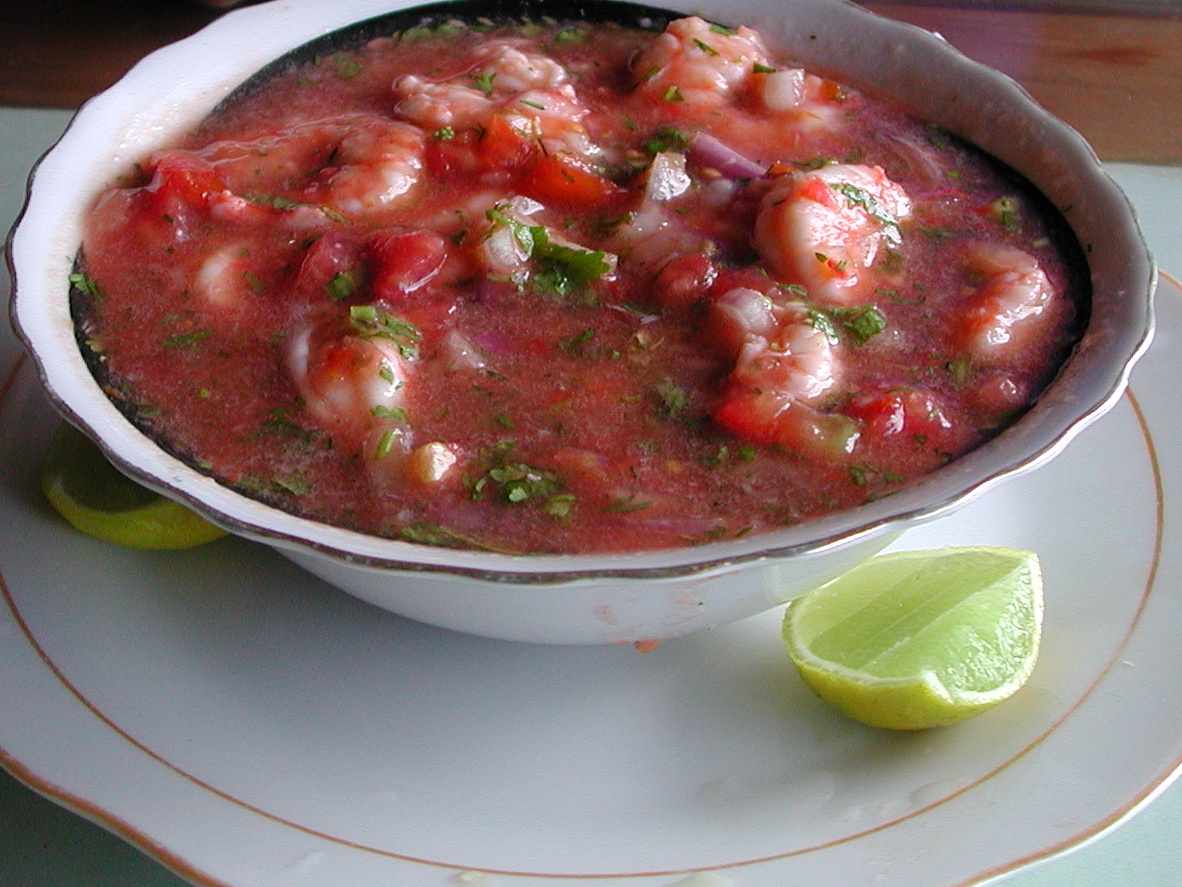
Ecuadorianisches Garnelenceviche

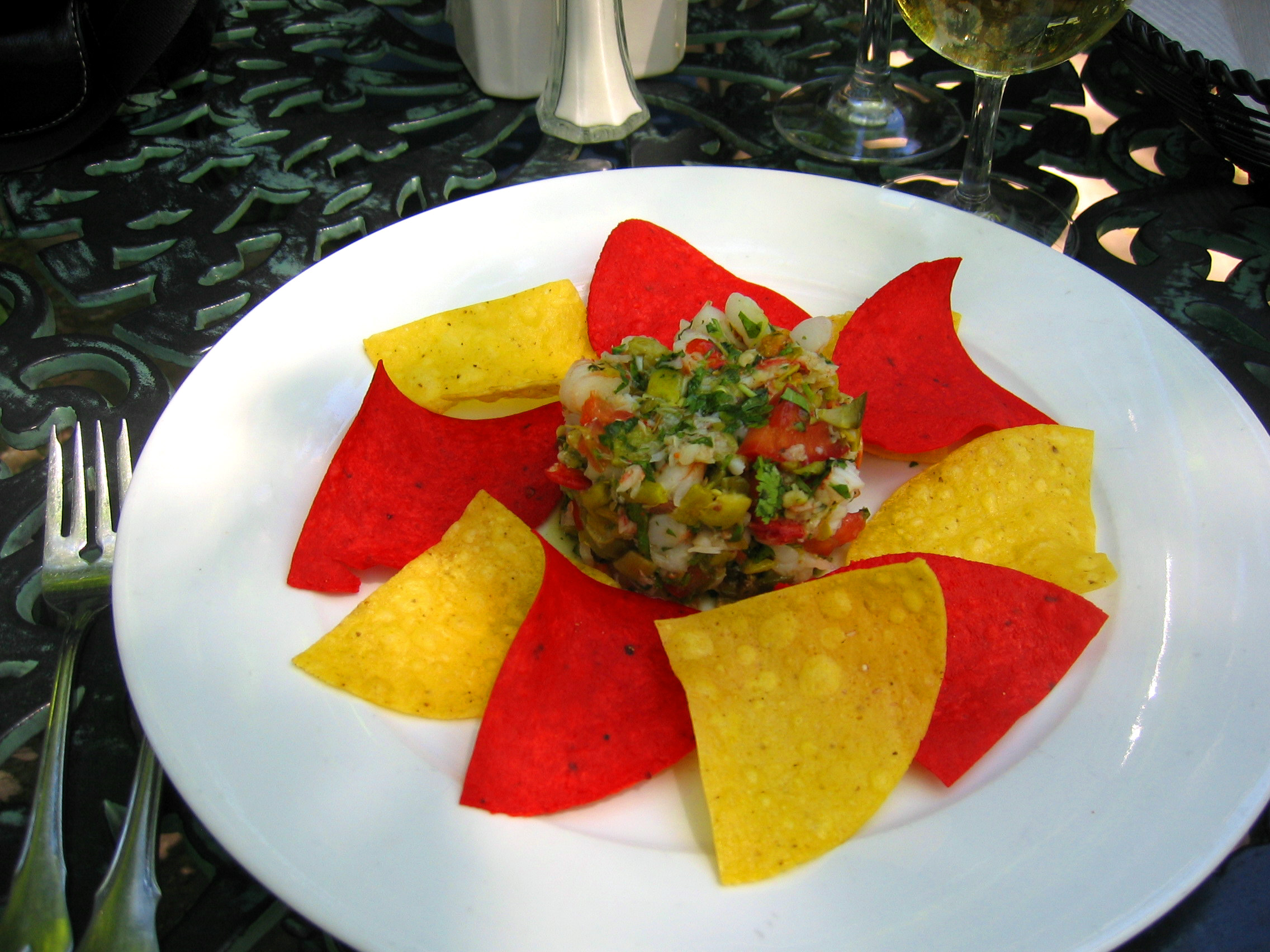
Ceviche aus Mexiko mit Hummer und Garnelen

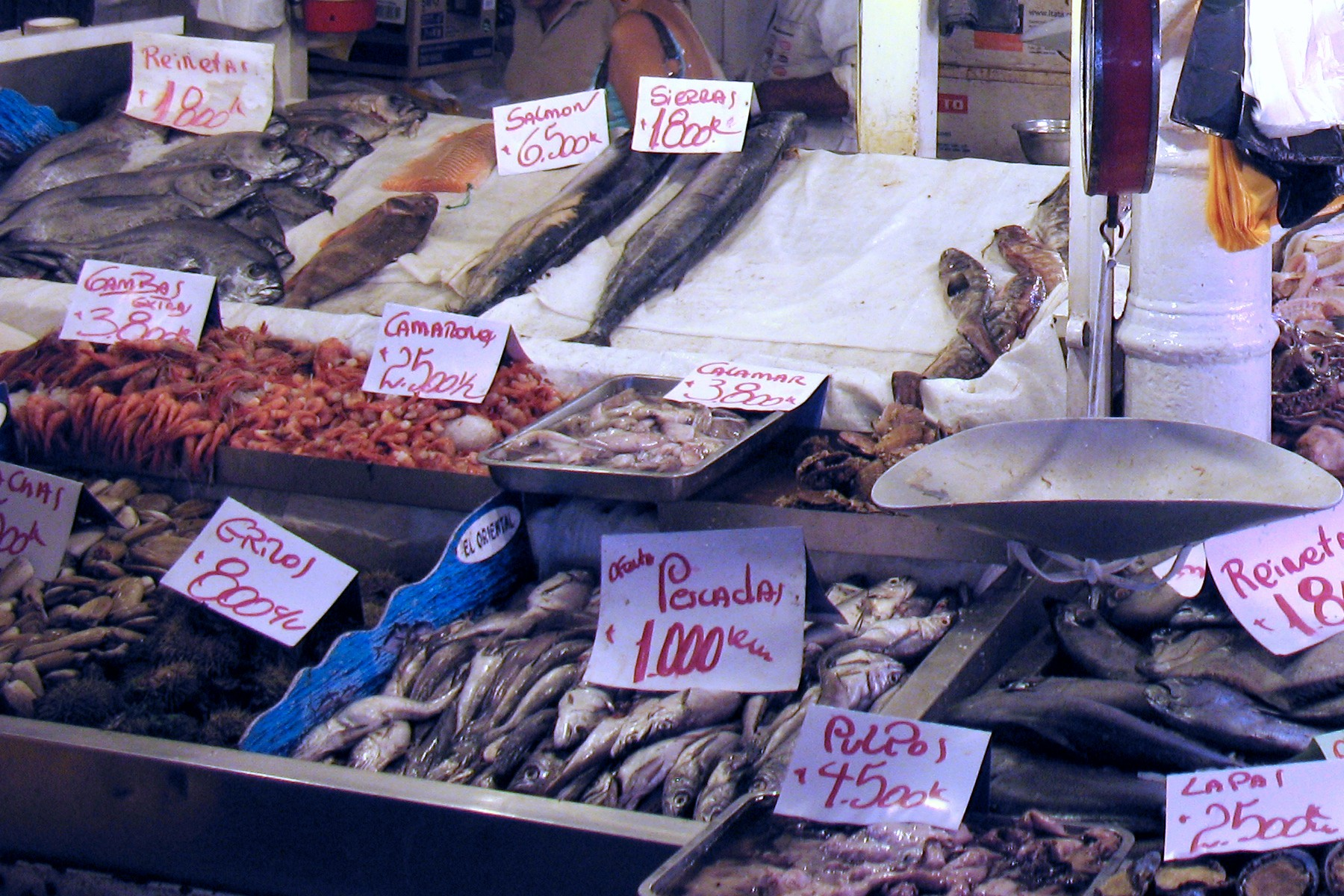
Fisch und Meeresfrüchte für die Zubereitung von Ceviche auf dem Mercado Central, Santiago de Chile

Ceviche [seˈβitʃe] (auch Cebiche, Seviche oder Sebiche) ist ein Fischgericht der peruanischen Küche, das in weiten Teilen Lateinamerikas verbreitet ist.

## Geschichte
Der genaue Ursprung von Ceviche ist wie bei vielen Gerichten der Region umstritten; mehrheitlich wird es aber mit Peru assoziiert, gelegentlich mit Ecuador. Die dem Gericht zugrundeliegende Zubereitungsweise war in der Region bereits in präkolumbischen Zeiten bekannt. Wichtige Zutaten des heutigen Gerichts wie Zwiebeln und Limetten wurden mit der spanischen Eroberung der Region im 16. Jahrhundert eingeführt, zuvor war für vergleichbare Gerichte die in Südamerika verbreitete Frucht Passiflora tarminiana an Stelle der Limette verwendet worden. Unter seinem heutigen Namen ist Ceviche seit Anfang des 19. Jahrhunderts nachweisbar.
In Peru gilt Ceviche heute als Nationalgericht. Im Land wird seit 2008 jährlich am 28. Juni der nationale Ceviche-Tag begangen, der aber nicht den Status eines Feiertags hat. In peruanischen Großstädten wie Lima findet man zahlreiche Cevicherías. Ceviche ist für die Peruaner an der Küste ein eher typisches Mittags- und weniger ein Abendgericht, weil der Fisch fangfrisch sein soll.
2023 wurde der Titel „Praktiken und Bedeutungen im Zusammenhang mit der Zubereitung und dem Verzehr von Ceviche, ein Ausdruck der traditionellen peruanischen Küche“ in die UNESCO-Liste des immateriellen Kulturerbes der Menschheit aufgenommen.

## Zubereitung
Ceviche besteht in seiner ursprünglichen Form aus kleingeschnittenem, rohem Fisch verschiedener Sorten, der in einem „Leche de Tigre“ (Tigermilch) genannten Sud mariniert wird. Der Sud besteht aus Zitrussaft (meistens Limettensaft), Salz und Chilis; weitere Gewürze und Kräuter werden nach Geschmack hinzugegeben. Chemisch gesehen kommt es aufgrund der in den Limetten vorhandenen Zitronensäure zu einer Denaturierung der Proteine, ähnlich wie beim Kochen. Die Marinierzeit hängt von der Festigkeit des verwendeten Fischs ab. In Scheiben geschnittene rote Zwiebeln und in manchen Rezepten Rocoto, eine scharfe Paprika aus Peru, werden mit dem Fisch vermischt.
Je nach Land haben sich Variationen des Rezepts entwickelt. Als Ceviche Mixto wird eine Variante mit verschiedenen Meeresfrüchten bezeichnet. In seiner bekanntesten Form werden vorgekochte Garnelen, gekochter Fisch oder alternativ Palmenherzen verwendet. Weitere Zutaten sind vor allem Gemüsezwiebeln, Staudensellerie, Korianderblätter und Chilischoten. In Peru wird Ceviche mit Süßkartoffeln, geröstetem Cancha-Mais oder Yuca serviert, in Ecuador wird es mit geröstetem Mais (Cancha-Mais) und Kochbananenchips serviert. In Peru wird der Limettensaft mit Aji, einer besonderen Chili-Art, gewürzt. In Chile werden oft gehackte Tomaten hinzugefügt.